# Penelope A (Schiff, 1972)
Die Penelope A war eine Fähre der griechischen Reederei Agoudimos Lines, die 1972 von Sealink British Rail als Horsa in Dienst gestellt wurde. Das bis Juli 2013 eingesetzte Schiff lag seit Juni 2014 ungenutzt in Eleusis und ging im Frühjahr 2025 zum Abbruch ins türkische Aliağa.

## Geschichte

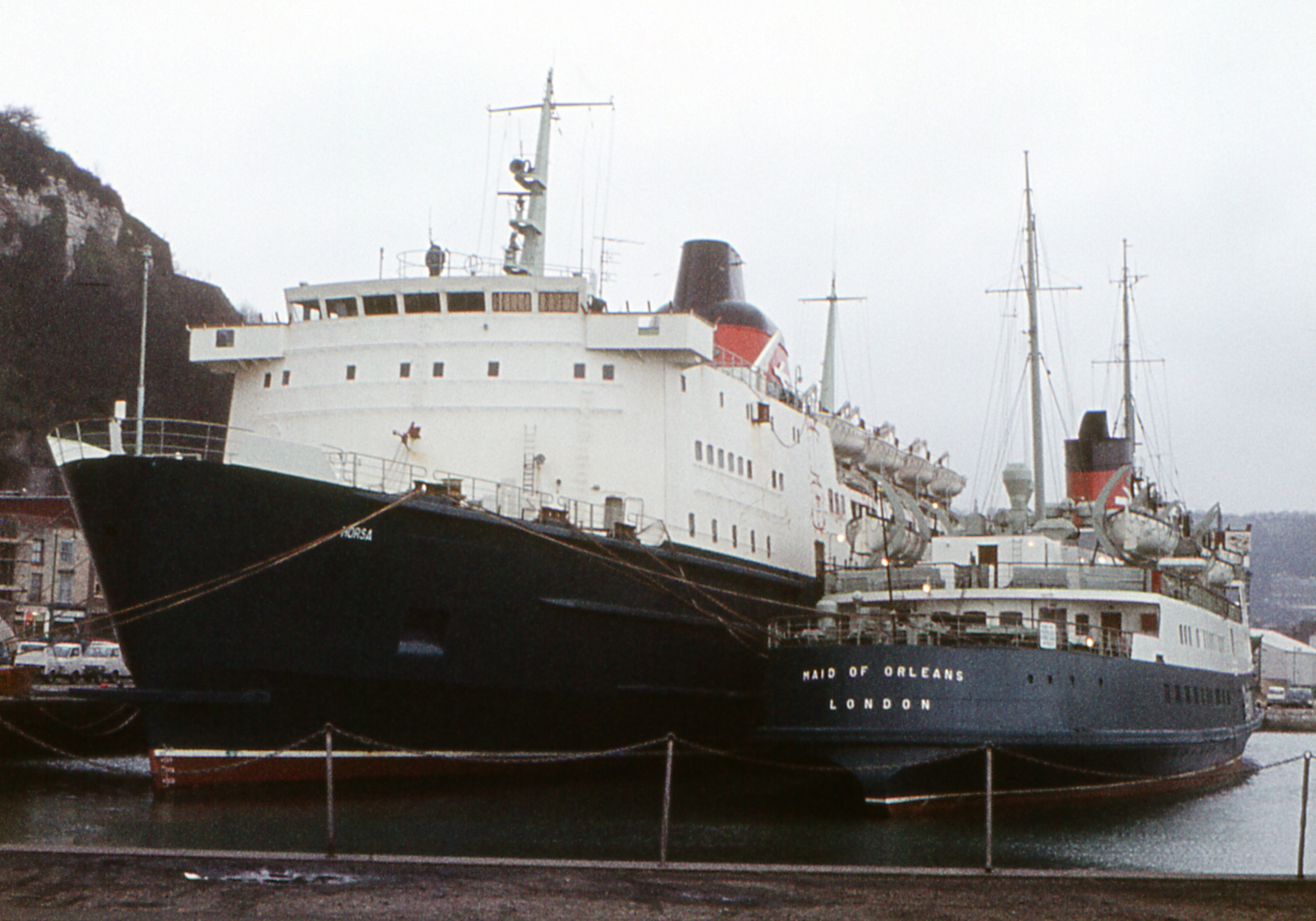
Als Horsa in Dover, Dezember 1973

Die Horsa entstand unter der Baunummer CF 2 bei Arsenal de la Marine Nationale Francaise in Brest und wurde am 29. April 1972 vom Stapel gelassen. Nach der Übernahme durch Sealink am 30. Juli 1972 wurde das Schiff am 2. August auf der Strecke von Dover nach Boulogne-sur-Mer in Dienst gestellt.
In den folgenden achtzehn Dienstjahren für Sealink wechselte die Horsa mehrfach die Dienststrecke. Sie war zudem in mehrere Vorfälle verwickelt: Im Januar 1975 kollidierte sie im Hafen von Calais mit dem Frachtschiff Lord Warden, am 26. Februar 1985 lief sie vor Folkestone auf Grund und wurde dabei an einer der Schiffsschrauben beschädigt.
Im April 1990 ging die Horsa unter dem Namen Stena Horsa an die Stena Line. Sie blieb weiterhin auf wechselnden Routen im Liniendienst vor England und Frankreich in Fahrt. Nach knapp zwei Jahren im Dienst wurde das Schiff im Januar 1992 in Milford Haven aufgelegt.
Im Februar 1992 ging die Stena Horsa als Penelope A an Flanmare Shipping in Griechenland und wurde nach Piräus überführt. Noch im selben Jahr nahm sie für die Agoudimos Lines den Fährbetrieb zwischen Rafina, Andros, Tinos und Mykonos auf.
Von November 1999 bis Januar 2004 war das Schiff unter dem Namen Express Penelope an Minoan Flying Dolphins verchartert, ehe es wieder unter seinem alten Namen in den Dienst für Agoudimos zurückkehrte. Am 5. Dezember 2004 kollidierte die Penelope A vor Rafina mit der Fähre Efia Star, wurde dabei aber nur leicht beschädigt.
Im Mai 2013 wurde die Penelope A für eine Rundreise über Lavrio nach Agios Efstratios, Limnos und Kavala an die NEL Lines verchartert. Nur wenige Wochen später blieb das Schiff am 1. Juli im Hafen von Rafina liegen, da die Besatzung wegen nicht bezahlter Löhne streikte. Die Penelope A kehrte nicht wieder in den Dienst zurück, sondern wurde stattdessen im Juni 2014 in Eleusis aufgelegt. Dort lag sie neben der Mytilene. Um den Jahreswechsel 2024/25 wurde das Schiff zur Verschrottung in die Türkei verkauft und traf am 7. März 2025 zum Abbruch in Aliağa ein.

## Schwesterschiffe
Die Penelope A ist eines von drei Schwesterschiffen. Ihre Schwesterschiffe waren die 1973 in Dienst gestellte Senlac (2010 in Aliağa abgewrackt) und die Panagia Tinou (2017 ebenfalls in Aliağa abgewrackt).